# Talleres ferroviarios de Victoria
Los talleres ferroviarios de Victoria fueron construidos en 2006 para suplir el aumento del material rodante en la zona, por la implementación de Regional Victoria-Puerto Montt, actual Victoria-Temuco. Se ubican al sur de la estación Victoria, en la comuna de Victoria, Región de la Araucanía, Chile.

## Descripción
Los talleres de Victoria poseen como objetivo la mantención de los ferrocarriles correspondientes al servicio Victoria-Temuco. La superficie del taller, sin contar los patios de maniobras, es de 2770 m². 
Poseen cuatro vías para el desplazamiento de las máquinas dentro del taller, dos de ellos con fosa, además de un edificio de dos pisos para actividades administrativas y para el personal. Por otra parte, también cuenta con una zona de lavado de trenes.
Los talleres ferroviarios de Victoria poseen portones de cierre perimetral al costado de su tornamesa.